# 馬拉德 (明尼蘇達州)
馬拉德是位於美國明尼蘇達州清水縣的一個鬼鎮。

## 歷史
馬拉德的郵局於1902年成立，其後於1924年停運。此地得名自鄰近的馬拉德湖（Mallard Lake）。

## 地理
馬拉德所處的海拔為高於海平面465米（即1526英呎），而該地所採用的時區為UTC-6，即北美中部時區（CST）。同時該地設有夏令時間，為UTC-6調快一小時，即UTC-5（CDT）。